# 톤스 앤 아이
톤스 앤 아이(Tones and I, 2000년 8월 15일 ~ )는 오스트레일리아의 싱어송라이터이다. 2019년 3월 1일 데뷔 싱글 "Johnny Run Away"를 발매했다. 2019년 5월 10일 두 번째 싱글 "Dance Monkey"가 전 세계적으로 히트를 치면서 이름을 알리게 되었다.

## EP
- The Kids Are Coming (2019)

## 수상 목록
- 2021년 제10회 《가온차트 뮤직 어워즈》 올해의 해외 라이징스타상